# Thomas Plössel
Thomas Plössel est un skipper allemand né le 29 avril 1988 à Oldenbourg. Il a remporté avec Erik Heil la médaille de bronze du 49er aux Jeux olympiques d'été de 2016 à Rio de Janeiro.